# December 2012
Dit artikel geeft een chronologisch overzicht van belangrijke gebeurtenissen per dag in de maand december van het jaar 2012.

## Gebeurtenissen

### 2 december
- De Almeerse voetbalvader en grensrechter Richard Nieuwenhuizen wordt door meerdere spelers van SV Nieuw Sloten B1 in elkaar geschopt, waardoor hij de volgende dag overlijdt.
- In Afghanistan vallen de Taliban de luchthaven van Jalalabad aan. Veertien mensen, onder wie de negen zelfmoordterroristen, komen daarbij om het leven.
- Een deel van de Japanse Sasagotunnel stort in. Minstens negen mensen komen om.
- De Sloveense premier Borut Pahor heeft de presidentsverkiezingen gewonnen van de uittredende president Danilo Türk.[1]

### 3 december
- In het zuiden van de Filipijnen komen als gevolg van de tyfoon Bopha meer dan driehonderd mensen om het leven.

### 4 december
- Milo Đukanović wordt na twee jaar politieke afwezigheid opnieuw verkozen tot eerste minister van Montenegro.

### 5 december
- Bij een aanvaring voor de Nederlandse kust tussen het containerschip Corvus J en het autoschip Baltic Ace komen minstens vijf mensen om en vergaat het autoschip.

### 6 december
- Met een rit per koninklijke trein opent koningin Beatrix officieel de Hanzelijn, de spoorlijn tussen Lelystad en Zwolle.
- De Amerikaanse staat Washington legaliseert als eerste staat het gebruik van marihuana. Het in bezit hebben van de softdrug voor eigen gebruik is vanaf vandaag niet meer strafbaar.
- Bij gevechten in Caïro tussen aanhangers en tegenstanders van de Egyptische president Mohamed Morsi vallen minstens zeven doden en honderden gewonden.
- In Nederland treedt Co Verdaas af als staatssecretaris van Economische Zaken wegens de ophef over onterechte declaraties in zijn tijd als gedeputeerde van Gelderland.

### 7 december
- Een aardbeving raakt het noordoosten van Japan. De (gelijktijdige) zeebeving met het epicentrum 200 kilometer voor de kust van Miyagi heeft een kracht 7,3 op de schaal van Richter. Een tsunami van een meter hoog treft de oostkust.

### 8 december
- Op de VN-klimaatconferentie in Doha (Qatar) wordt beslist om het Kyoto-protocol te verlengen tot eind 2020.

### 9 december
- De Beneluxtrein tussen Amsterdam en Brussel wordt vervangen door de hogesnelheidstrein Fyra.
- Ingebruikname van de Hanzelijn.

### 11 december
- In Mali wordt Django Sissoko aangewezen als nieuwe premier. Dit gebeurt daags nadat zijn voorganger Cheick Modibo Diarra door militairen werd aangehouden.

### 12 december
- Minstens vijf mensen komen om bij een bomaanslag op het Syrische ministerie van Binnenlandse Zaken in Damascus.
- Kim Clijsters speelt haar laatste tennismatchen op de Kim's 'Thank You' Games in het Antwerpse Sportpaleis.

### 14 december
- Bij een schietpartij op de Sandy Hook Elementary School bij Newtown in de Amerikaanse staat Connecticut worden 26 personen onder wie 20 kinderen door een schutter neergeschoten vooraleer deze zelfmoord pleegt.
- De cycloon Evan zorgt op de eilandenstaat Samoa voor minstens drie doden en ernstige verwoestingen.

### 15 december
- Op Curaçao explodeert bij een vuurwerkloods een grote container met vuurwerk. Hierbij vallen drie doden en vijf gewonden.
- Minstens zestien migranten komen om het leven bij een schipbreuk voor het eiland Lesbos in de Egeïsche Zee.

### 16 december
- In Japan wint de conservatieve partij LDP de parlementsverkiezingen. Shinzo Abe wordt de nieuwe premier.
- Daags na een raketaanval van de Taliban waarbij minstens vijf mensen om het leven kwamen, worden opnieuw minstens vier mensen gedood bij een vuurgevecht aan de luchthaven van Pesjawar in het noordwesten van Pakistan.
- In de Indiase stad New Delhi wordt een 23-jarige studente in een rijdende bus verkracht en mishandeld door meerdere mannen, de wereld reageert geschokt.[2] De vrouw overlijdt aan de gevolgen van de mishandeling op 29 december.[3]
- In Belgrado winnen de Montenegrijnse handbalsters voor de eerste keer de Europese titel door in de finale titelverdediger Noorwegen na verlenging met 34-31 te verslaan.

### 17 december
- Bij een busongeval in het departement Cundinamarca in Midden-Colombia komen minstens 27 mensen om het leven.

### 19 december
- Park Geun-hye wordt verkozen tot eerste vrouwelijke president van Zuid-Korea.
- Minstens 33 mensen komen om bij een botsing tussen twee bussen in Soedan, nabij El Kamlien, 90 kilometer ten zuidoosten van de hoofdstad Khartoem.

### 20 december
- Tijdens de jaarafsluiting van de Atletiekunie op Sportcentrum Papendal worden sprinter Churandy Martina en meerkampster Dafne Schippers uitgeroepen tot beste Nederlandse atleten van 2012. Beste paratlete is Marlou van Rhijn, atletiektalent is Tim Dekker.

### 21 december
- Na de goedkeuring van de begroting biedt de Italiaanse premier Mario Monti zoals verwacht het ontslag van zijn regering aan.
- Einde van de vijfde grote cyclus van de Mayakalender (13.0.0.0.0), echter niet van de huidige pictun.

### 22 december
- De sociaaldemocraat Borut Pahor legt de eed af als nieuwe president van Slovenië.
- Mahmoud Mekki, de Egyptische vicepresident, neemt ontslag.
- Gangnam Style van de Zuid-Koreaanse zanger PSY wordt de eerste video met een miljard views op de website YouTube.

### 23 december
- Bij een luchtaanval van het Syrische regeringsleger op een bakkerij in Halfaya komen minstens 90 mensen om.

### 24 december
- Dj's Gerard Ekdom, Michiel Veenstra en Giel Beelen halen € 12.251.667 op met 3FM Serious Request 2012.

### 25 december
- In China wordt de langste hogesnelheidslijn ter wereld geopend. De lijn loopt van Peking naar Guangzhou en is 2.298 kilometer lang.
- In Egypte is volgens de officiële resultaten de nieuwe omstreden grondwet met 63,8 % goedgekeurd.
- Bij een crash van een passagiersvliegtuig van Air Bagan in het oosten van Myanmar komen twee mensen om het leven. Ook in Kazachstan crasht een militair vliegtuig. Daarbij komen 27 mensen om het leven.

### 26 december
- In Centraal-Ecuador komen dertien mensen om wanneer een bus in een ravijn stort.

### 28 december
- De Russische president Vladimir Poetin tekent de Magnitsky Act waardoor inwoners van de Verenigde Staten geen Russische kinderen meer kunnen adopteren.[4]
- De Centraal-Afrikaanse Republiek en de rebellenbeweging Seleka hebben besloten om met elkaar te onderhandelen na weken van onrust.[5]
- Jiroemon Kimura wordt de oudste, geverifieerde, man ter wereld aller tijden[6]
- Bij een scheepsramp voor de kust van Bissau, de hoofdstad van het Afrikaanse land Guinee-Bissau, komen minstens 22 mensen om en zijn meer dan 60 mensen vermist.
- Michael Bloomberg, de burgemeester van New York, maakt bekend dat het aantal moorden in de stad met 414 in 2012 het laagst is in 50 jaar.
- Het nieuwe geneesmiddel bedaquiline, ontwikkeld door het Belgische bedrijf Janssen Pharmaceutica, is goedgekeurd door de Food and Drug Administration van de Verenigde Staten. Het middel is werkzaam tegen resistente vormen van tuberculose die tot nu toe nauwelijks te behandelen waren.
- In het dorpje Musari in het noordoosten van Nigeria worden vijftien christenen op brutale wijze vermoord door vermoedelijke moslimextremisten van Boko Haram.

### 29 december
- Een Tupolev Tu-204 is op de luchthaven Vnoekovo van de Russische stad Moskou naast de landingsbaan gecrasht. Er zijn minstens vier doden.[7]
- In de Amsterdamse Staatsliedenbuurt zijn er twee doden gevallen bij heftige schietpartij en drie keer poging moord. Het daadwerkelijke doelwit wist te ontkomen en tijdens het vluchten werd er ook op motoragenten van dichtbij met automatische wapens geschoten. Dit bleek een vergelding te zijn in een onderwereldconflict.
- In Pakistan worden de lijken van 21 soldaten teruggevonden die door de Taliban zijn geëxecuteerd. De militairen waren ontvoerd uit twee kampen in de buurt van Pesjawar.
- Vier mensen komen om het leven bij een vliegtuigcrash op de Internationale Luchthaven Vnoekovo in Moskou.
- Een explosie in een autobus in het centrum van Karachi, de grootste stad van Pakistan, kost het leven aan minstens vijf mensen.

### 30 december
- Bij een busongeval nabij het stadje Pendleton in de Amerikaanse staat Oregon komen negen mensen om en raken minstens 26 personen gewond.
- Negentien sjiitische bedevaartgangers worden gedood door een bomaanslag in de Pakistaanse provincie Beloetsjistan.

### 31 december
- De GPD, het persbureau van vele Nederlandse en Vlaamse kranten, verstuurt na 76 jaar zijn laatste bericht. In 2013 begint uitgever Wegener met een eigen persdienst, waardoor de GPD zijn belangrijkste klant verliest en ophoudt te bestaan.

## Overleden
<< · januari · februari · maart · april · mei · juni · juli · augustus · september · oktober · november · december · >>